# Mišinci
Mišinci is een plaats in de gemeente Žakanje in de Kroatische provincie Karlovac. De plaats telt 152 inwoners (2001).